# Alsterfleet

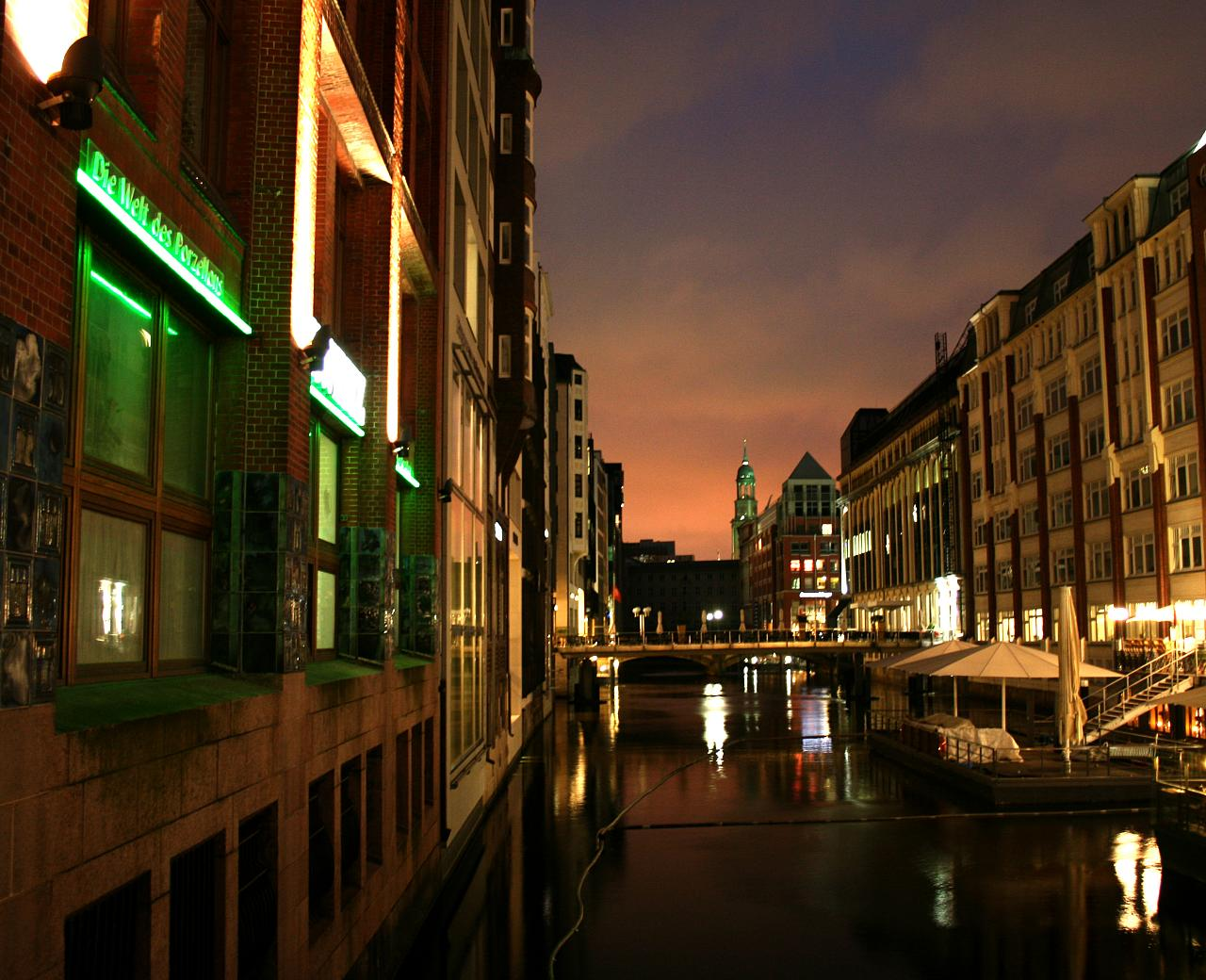
Alsterfleet

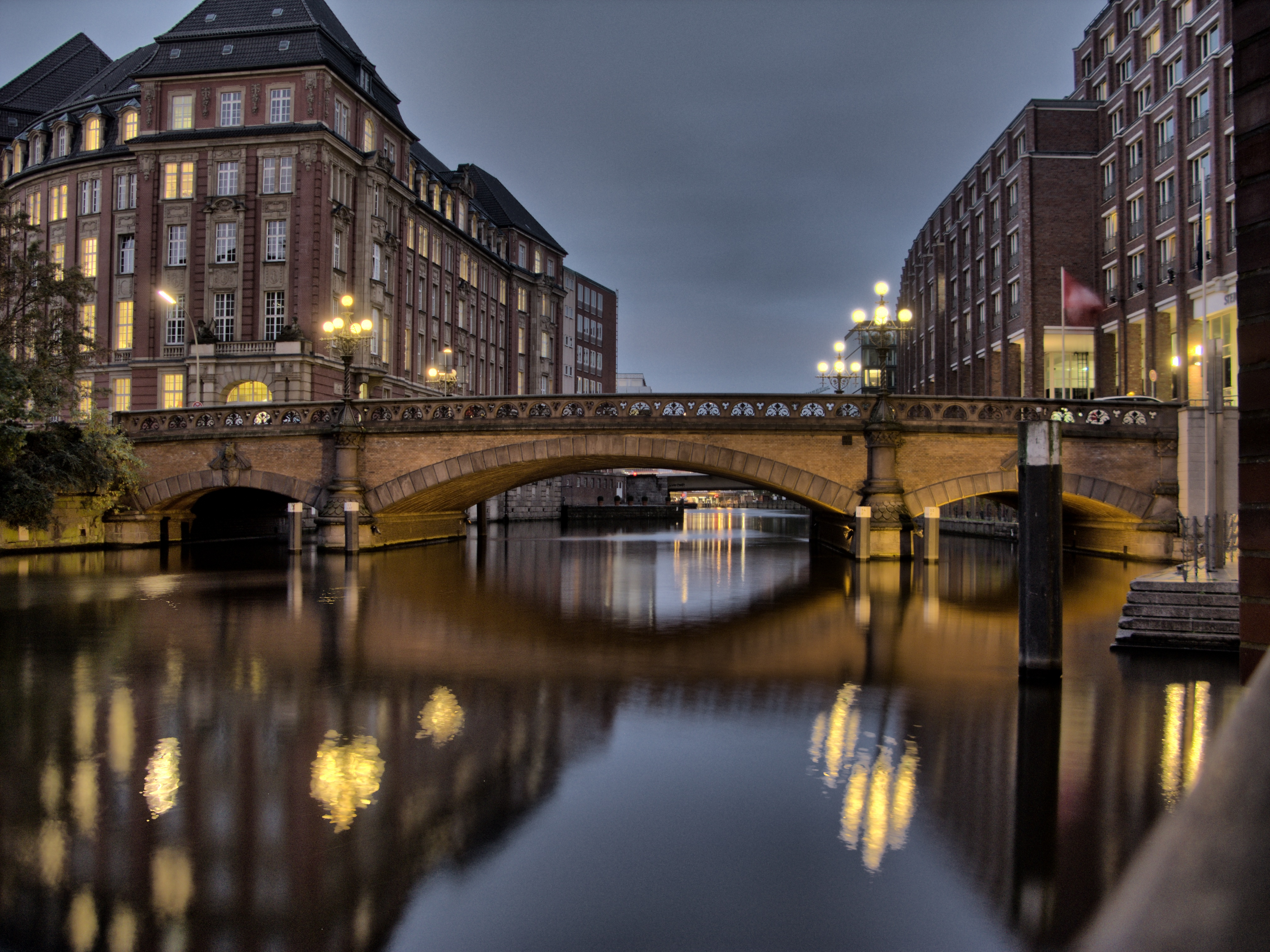
Bron Heiligengeistbrück

Alsterfleet är en kanal i centrala Hamburg som bl.a. kantas av moderna byggnader med butiker, restauranger samt gallerior. Alsterfleet är huvudkanalen mellan sjön Binnenalster samt Hamburgs hamn. Kända Alsterarkaden samt affärsgatan Neuer Wall ligger precis bredvid kanalen. I närheten finns även Jungfernstieg station som trafikeras av S-Bahn och U-Bahn samt Stadthausbrücke station som trafikeras av S-Bahn.

## Bilder

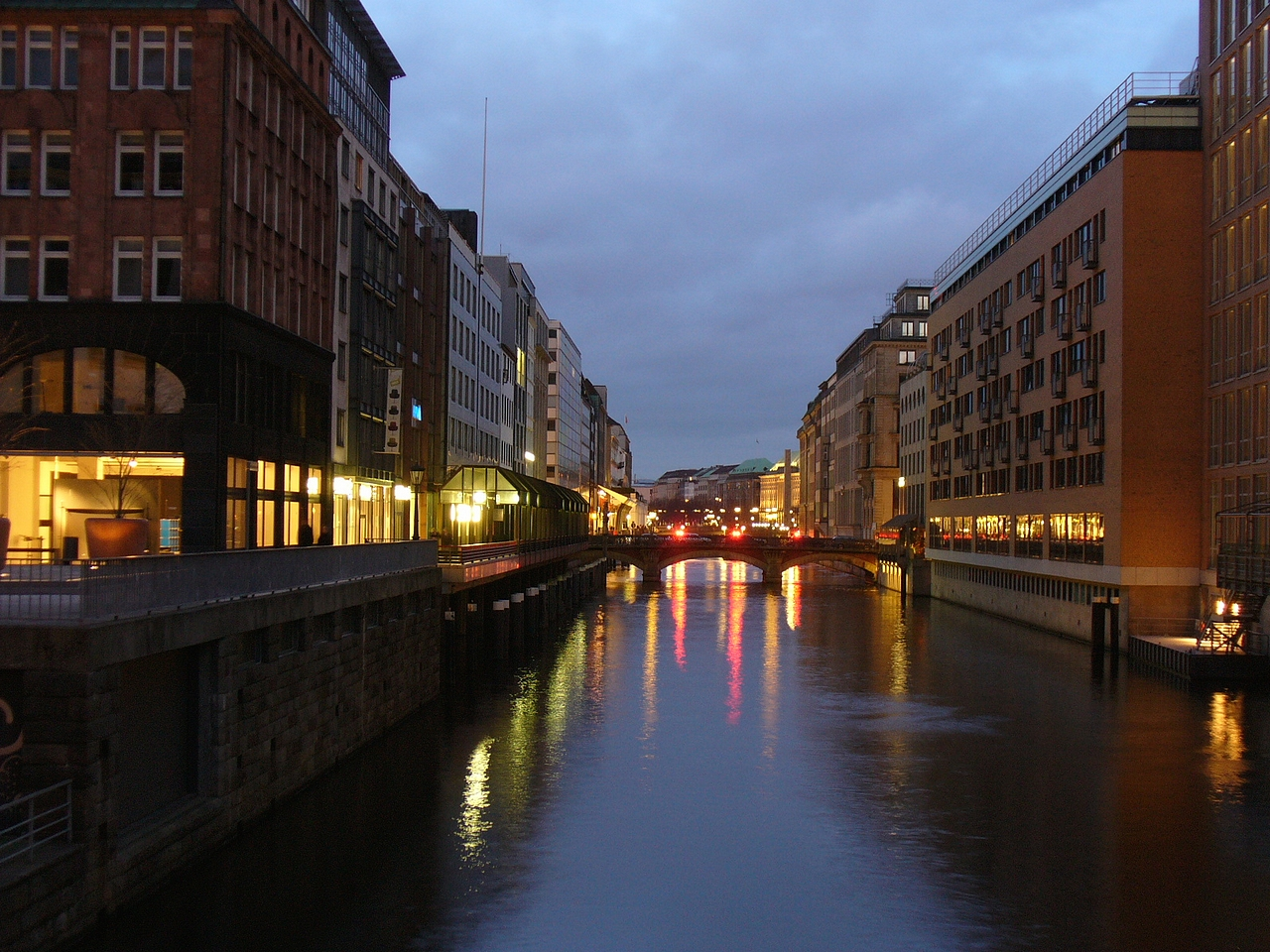
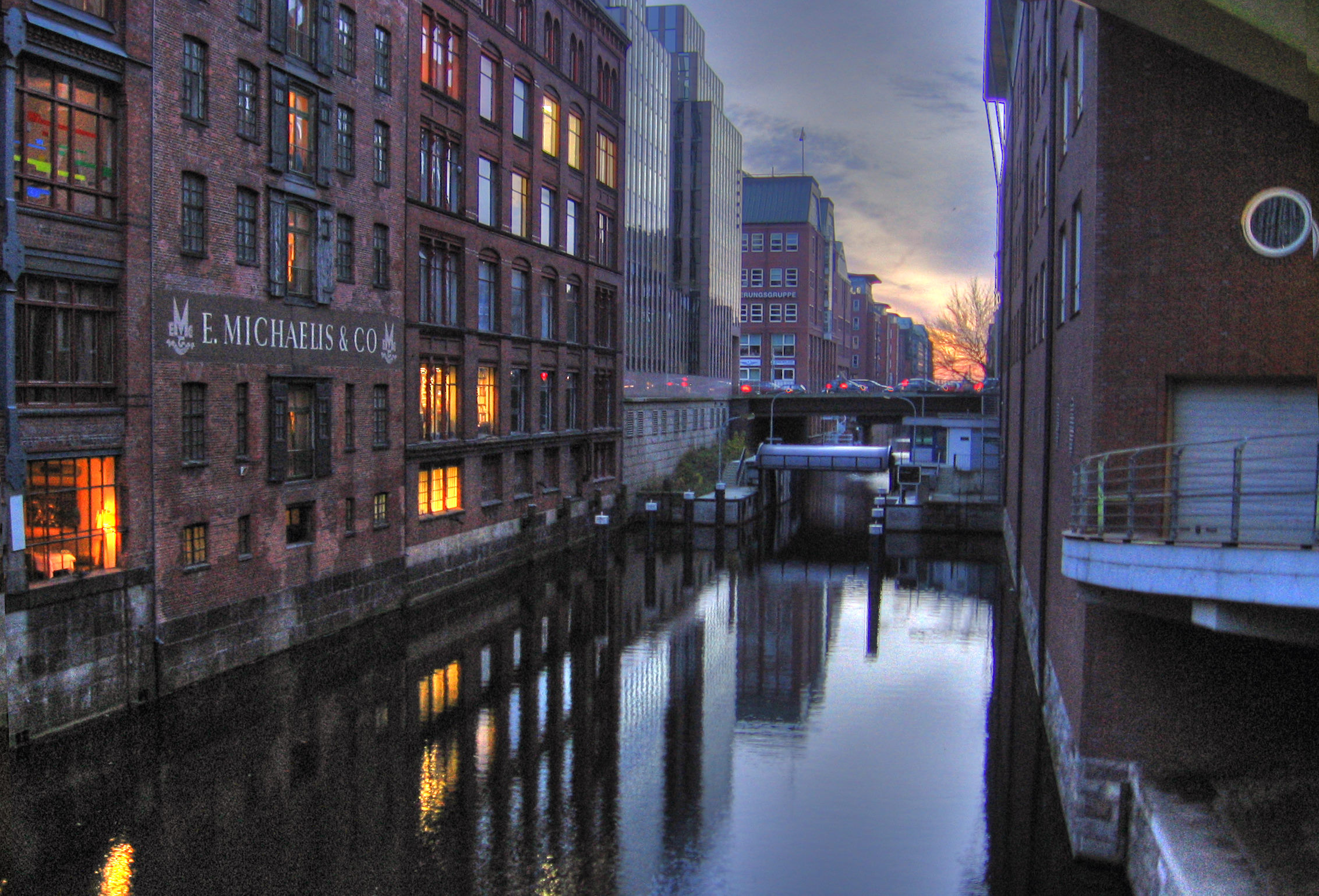
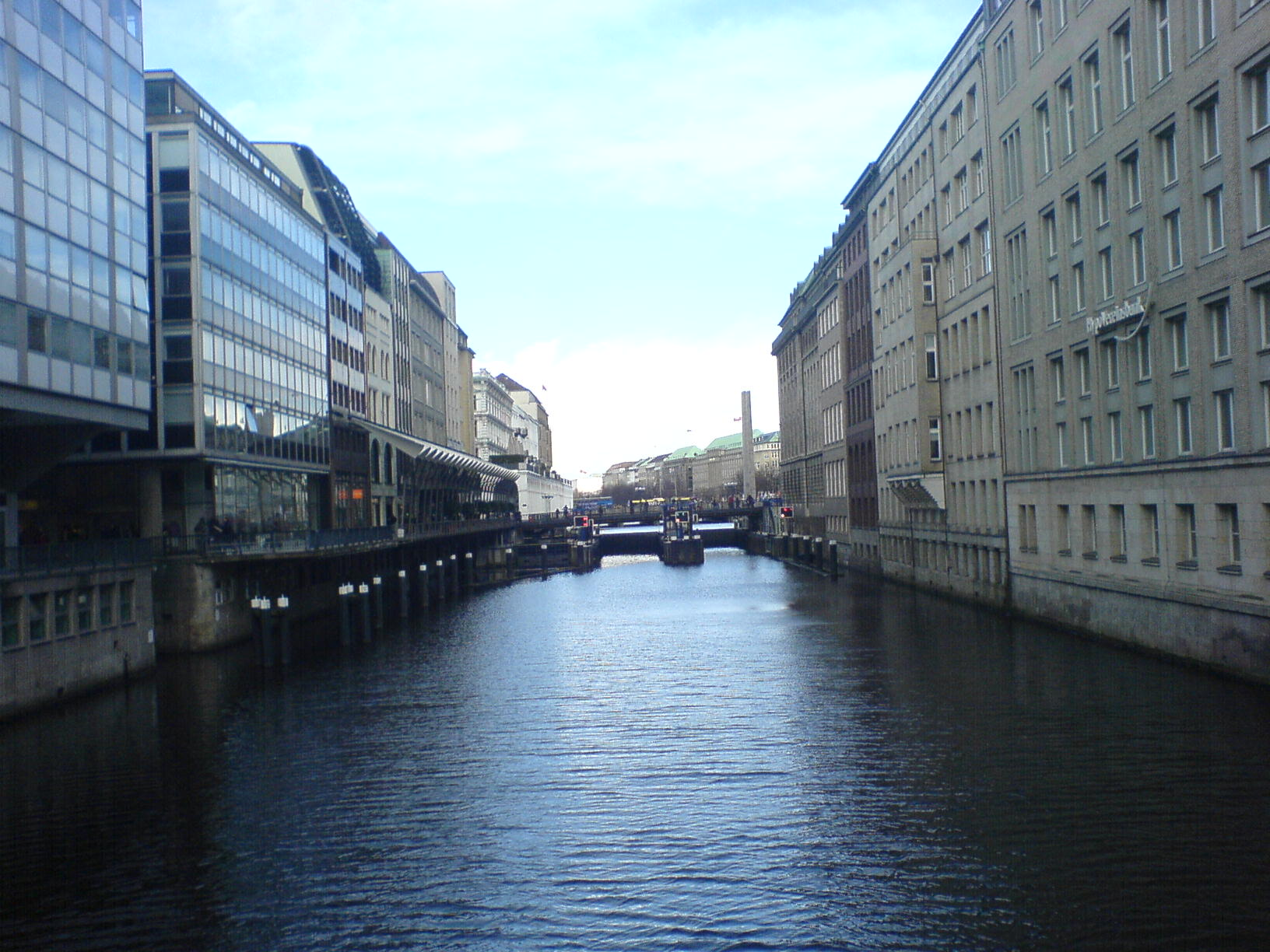
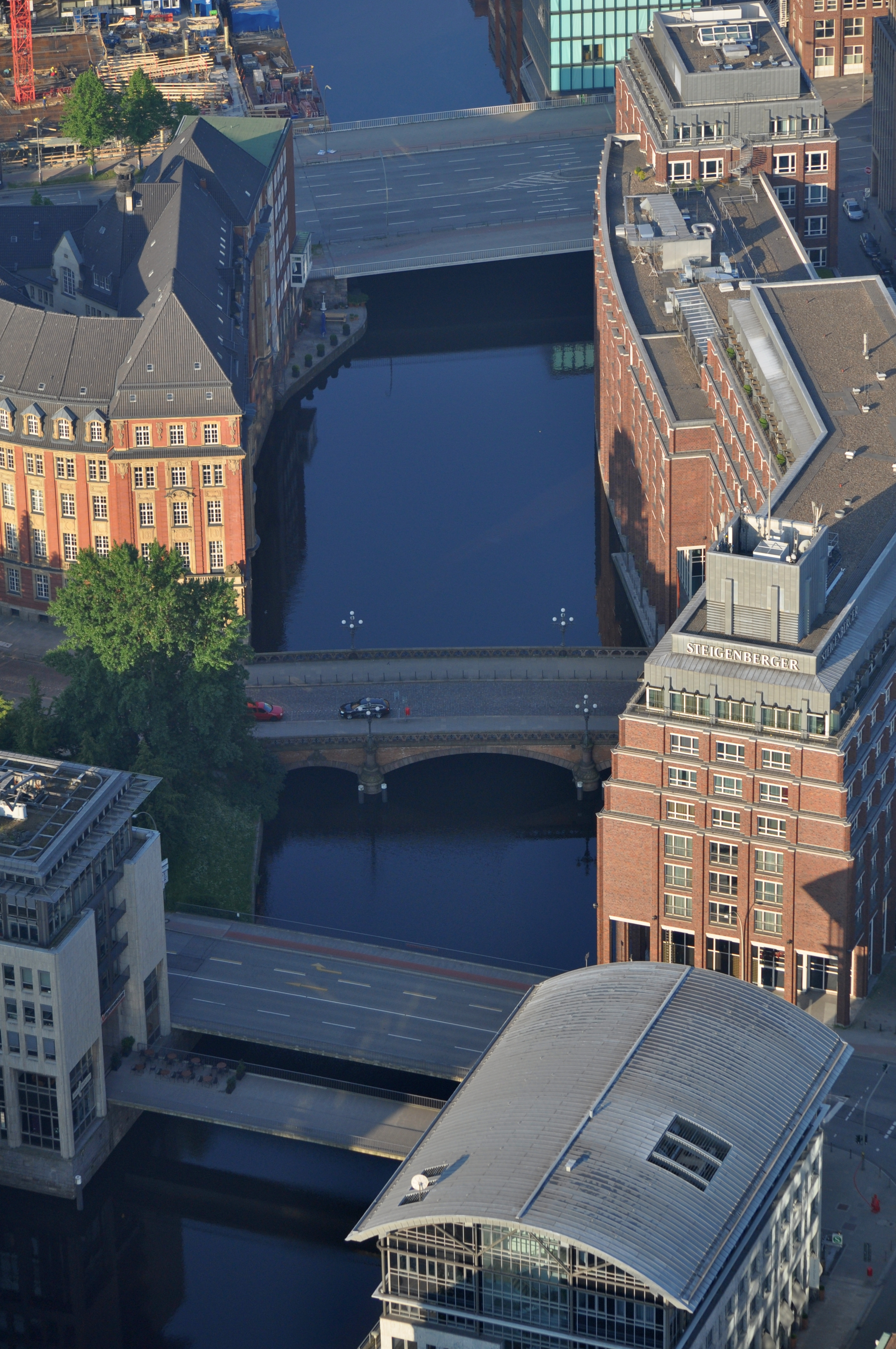